# Divã (poesia)
Divã (em persa: دیوان‎; romaniz.: divân; em árabe: ديوان‎; romaniz.: dīwān) é uma cancioneiro ou coletânea de obras literárias de um ou mais autores muçulmanos. Começaram a ser produzidos no século VIII de modo a compilar a produção poética até então existente e neles ainda foram incluídas glossas interlineares sobre questões léxicas e gramaticais.